# Coupe de Luxembourg 1955-1956
La Coppa di Lussemburgo 1955-1956 è stata la 31ª edizione della coppa nazionale lussemburghese disputata tra il 24 agosto 1955 e il 13 maggio 1956 e conclusa con la vittoria dello Stade Dudelange, al suo quarto titolo.

## Formula
Eliminazione diretta in gara unica.

### Turno preliminare
| Squadra 1                | Risultato | Squadra 2         |
| ------------------------ | --------- | ----------------- |
| 24 agosto 1955           |           |                   |
| Jeunesse Esch            | 4 − 1     | Chiers Rodange    |
| Rapid Neudorf            | 2 − 5     | US Dudelange      |
| Rumelange                | 1 − 0     | Titus Lamadelaine |
| The National Schifflange | 3 − 1     | Union Luxembourg  |

### Sedicesimi di finale
| Squadra 1                | Risultato  | Squadra 2                   |
| ------------------------ | ---------- | --------------------------- |
| 4 settembre 1955         |            |                             |
| Alliance Dudelange       | 2 − 4      | Spora Luxembourg            |
| Aris Bonnevoie           | 0 − 6      | Grevenmacher                |
| Blue Boys Muhlenbach     | 1 − 2      | Jeunesse Wasserbillig       |
| Fola Esch                | 6 − 0      | Etzella Ettelbruck          |
| Hamm 37                  | 2 − 3      | Oberkorn                    |
| Jeunesse Esch            | 0 − 2      | Stade Dudelange             |
| Progrès Grund            | 5 − 1      | Avenir Beggen               |
| Progrès Niedercorn       | 3 − 0      | Red Boys Differdange        |
| Racing Rodange           | 3 − 0(dts) | Red Star Merl               |
| Red Black Pfaffenthal    | 2 − 5      | Amis des Sports Schifflange |
| Remich                   | 1 − 2      | The Belval Belvaux          |
| Résidence Walferdange    | 1 − 2      | Red Boys Aspelt             |
| Rumelange                | 6 − 4(dts) | Minerva Lintgen             |
| Tetange                  | 2 − 1      | Sporting Bettembourg        |
| The National Schifflange | 8 − 1      | Kopstal 33                  |
| US Dudelange             | 2 − 2(dts) | Pétange                     |

| Squadra 1                     | Risultato | Squadra 2 |
| ----------------------------- | --------- | --------- |
| 28 settembre 1955 (Spareggio) |           |           |
| US Dudelange                  | 4 − 0     | Pétange   |

### Ottavi di finale
| Squadra 1                   | Risultato  | Squadra 2             |
| --------------------------- | ---------- | --------------------- |
| 11 settembre 1955           |            |                       |
| Amis des Sports Schifflange | 1 − 7      | Grevenmacher          |
| Progrès Grund               | 1 − 0      | Red Boys Aspelt       |
| Rumelange                   | 1 − 2      | Progrès Niedercorn    |
| Tetange                     | 4 − 0      | Oberkorn              |
| The Belval Belvaux          | 2 − 10     | Fola Esch             |
| The National Schifflange    | 10 − 1     | Jeunesse Wasserbillig |
| US Dudelange                | 3 − 2      | Spora Luxembourg      |
| Stade Dudelange             | 2 − 2(dts) | Racing Rodange        |

| Squadra 1                     | Risultato | Squadra 2      |
| ----------------------------- | --------- | -------------- |
| 14 settembre 1955 (Spareggio) |           |                |
| Stade Dudelange               | 2 − 0     | Racing Rodange |

### Quarti di finale
| Squadra 1                | Risultato | Squadra 2     |
| ------------------------ | --------- | ------------- |
| 18 dicembre 1955         |           |               |
| Progrès Niedercorn       | 8 − 1     | Progrès Grund |
| Stade Dudelange          | 1 − 0     | Grevenmacher  |
| The National Schifflange | 3 − 1     | Fola Esch     |
| US Dudelange             | 2 − 4     | Tetange       |

### Semifinali
| Squadra 1          | Risultato | Squadra 2                |
| ------------------ | --------- | ------------------------ |
| 18 marzo 1956      |           |                          |
| Progrès Niedercorn | 5 − 0     | The National Schifflange |
| Tetange            | 1 − 2     | Stade Dudelange          |

## Finale
| Arbitro: | Schiedsrichter Aiassa |

|                                 |           |               |
| Halsdorf 31’ Rongoni 113’, 118’ | Marcatori | 48’ Fickinger |

| Stade Dudelange | Progres Niedercorn |

### Formazioni
| Stade Dudelange |    |                    |  |            |  |
|                 |    |                    |  |            |  |
| POR             | 1  | Benny Michaux      |  |            |  |
| DIF             | 2  | Erny Brenner       |  |            |  |
| DIF             | 3  | Remy Michaux       |  |            |  |
| DIF             | 4  | Armando Bissen     |  |            |  |
| DIF             | 5  | Gusty Back         |  |            |  |
| DIF             | 6  | Jean-Pierre Fandel |  |            |  |
| CEN             | 7  | Gilbert Meylender  |  |            |  |
| CEN             | 8  | Jean Halsdorf      |  | 31’        |  |
| ATT             | 9  | Nicolas Kettel     |  |            |  |
| ATT             | 10 | Jos Rongoni        |  | 113’, 118’ |  |
| ATT             | 11 | Jos Schlesser      |  |            |  |
| A disposizione: |    |                    |  |            |  |
| Allenatore:     |    |                    |  |            |  |
| ?               |    |                    |  |            |  |

| Progrès Niedercorn |    |                    |  |     |  |
|                    |    |                    |  |     |  |
| POR                | 1  | Ferdy Lahure       |  |     |  |
| DIF                | 2  | Emile Nuremberg    |  |     |  |
| DIF                | 3  | Marcel Gangolf     |  |     |  |
| DIF                | 4  | Secondo Caldarelli |  |     |  |
| DIF                | 5  | Jean Fries         |  |     |  |
| DIF                | 6  | Mathias Sadler     |  |     |  |
| CEN                | 7  | Armand Müller      |  |     |  |
| CEN                | 8  | Josy Roller        |  |     |  |
| ATT                | 9  | Henri Fickinger    |  | 48’ |  |
| ATT                | 10 | Jean-Pierre Dumont |  |     |  |
| ATT                | 11 | Germain Dahm       |  |     |  |
| A disposizione:    |    |                    |  |     |  |
| Allenatore:        |    |                    |  |     |  |
| ?                  |    |                    |  |     |  |